# Korčulanski Plivacki Klub
Il Korčulanski plivački klub Korčula è un club croato di pallanuoto con sede a Curzola, fondato nel 1930.
Nel 1978 è avvenuto uno dei più grandi successi sportivi croati con la vittoria della Coppe delle Coppe, successo che ha permesso alla città di Curzola di essere la più piccola città europea a detenere un titolo europeo negli sport di squadra.
La finale è stata vinta contro la squadra ungherese del Ferencváros TC.

## Palmarès

### Trofei nazionali
- Coppa di Jugoslavia: 1

1978

### Trofei internazionali
- Coppa delle Coppe: 1

1978-79

## Tesserati celebri

### Giocatori
- Dušan Antunović
- Boško Lozica
- Slobodan Trifunović
- Perica Richter
- Felice Tedeschi